# Hieronymus Łaski
Hieronymus Jarosław Łaski, noto anche come Lasky, Laszki, Laszky, Laskó, Jeromos, Jerome, Hieronym e Hieronim, (27 settembre 1496 – Cracovia, 22 dicembre 1542), è stato un nobile e ambasciatore polacco membro della famiglia Łaski. Era nipote dell'arcivescovo Jan Laski e fu paladino di Inowrocław e di Sieradia, Sieradz.

## Biografia
La sua prima importante missione fu alla corte del Regno di Francia, a Parigi nel 1524, apparentemente per stipulare un'alleanza anti-ottomani con il re francese Francesco I, ma in realtà per giungere ad un'alleanza matrimoniale tra il secondo figlio del re francese Enrico, poi Enrico II, e la figlia del re di Polonia Sigismondo I, un progetto che non riuscì, non per colpa di Laski (il meno giovane principe francese, come Delfino, era stato promesso, anni prima, alla principessa Maria d'Inghilterra).
Il collasso della monarchia ungherese alla battaglia di Mohàcs (1526) aprì una strada più ampia all'attività avventurosa di Laski. Contro la volontà del suo sovrano, Sigismondo I, la cui politica pro Impero austriaco era da lui detestata, Laski entrò al servizio di Giovanni I d'Ungheria, il concorrente magiaro al trono ungherese, in tal modo compromettendo gravemente la Polonia sia con l'imperatore del Sacro Romano Impero che con il Papa. Giovanni lo inviò in un'ambasciata a Parigi, Copenaghen e Monaco di Baviera per chiedere aiuti.
La Francia concesse a Giovanni 20 000 écu in oro, di cui cinquemila dovevano essere inviati immediatamente, ma al ritorno, Laski trovò il suo patrono rifugiato in Transilvania, dove si era ritirato dopo la sconfitta contro Ferdinando I nella battaglia di Tarcal del 1527.
Nel febbraio 1528, Laski trattò per Giovanni I il passaggio dell'Ungheria come stato vassallo dell'Impero ottomano. Laski andò ancora oltre, e senza un regolare mandato concluse una tregua di dieci anni tra il suo vecchio re Sigismondo di Polonia e l'Impero ottomano. Poi tornò in Ungheria alla testa di 10.000 uomini, aiutando Giovanni a ristabilire la sua posizione e a risollevarsi dalla sconfitta subita da Ferdinando a Saros-Patak. Venne premiato con la concessione della contea di Szepes e il governatorato generale della Transilvania.

### Cospirazione
Negli anni 1530, Laski cospirò con Alvise Gritti, figlio del Doge di Venezia, e Solimano, contro Giovanni I l'uomo che aveva aiutato in passato. Il piano prevedeva che Gritti sarebbe diventato re d'Ungheria e Laski avrebbe avuto la Transilvania. Ma non accadde nulla di tutto questo perché Giovanni aveva scoperto la trama e arrestò Laski imprigionandolo nel 1534. Nel 1535 Laski venne liberato con l'aiuto di amici influenti e cambiò apertamente la sua fedeltà, alleandosi con Ferdinando I. Nel 1539 Ferdinando inviò Laski a Costantinopoli per elaborare un piano contro Giovanni, dove venne minacciato, da Solimano, del taglio di orecchie e naso, per la sua nuova alleanza con Ferdinando. Laski riuscì a fuggire ma la sua influenza eccitò la gelosia dei Magiari, e Giovanni fu convinto a imprigionarlo di nuovo. Egli rimase prigioniero a Belgrado per diversi mesi, accusato dell'omicidio del sostenitore di Solimano, Antonio Rincon, ambasciatore del re di Francia presso il sultano tra il 1532 e il 1541.
Rilasciato a seguito dell'intervento del polacco grande hetman, Jan Tarnowski, Laski divenne un avversario feroce di Giovanni. Poco dopo il suo ritorno in Polonia, Laski morì improvvisamente a Cracovia, forse avvelenato da uno dei suoi innumerevoli nemici.